# Киги, Келли
Келли Дин Киги (родился 15 сентября 1952 года) — американский барабанщик и со-ведущий вокалист, наиболее известный своей работой с Night Ranger. Киги исполнил лид-вокал в нескольких своих хитах, таких как «Sister Christian», «Sing Me Away» и «Sentimental Street».

## Биография

### Ранние годы
Киги начал свою карьеру как барабанщик, но с годами приобрёл опыт во многих аспектах музыкального бизнеса. На следующий день после окончания средней школы он собрал чемоданы и ушёл из дома, чтобы работать барабанщиком на полную ставку. После нескольких лет игры в клубах он стал гастролирующим барабанщиком группы Rubicon из Сан-Франциско . Вместе с другими участниками Джеком Блейдсом и Брэдом Гиллисом он сформировал группу Night Ranger в 1979 году под названием Stereo.

### Night Ranger
После того как Night Ranger получили некоторый опыт выступлений на местных концертах в Сан-Франциско, промоутер Билл Грэм заказал эту группу на разогрев у таких топовых команд, как Judas Priest, Santana и Doobie Brothers. Night Ranger стали одной из самых популярных хард-рок- групп середины 1980-х. Первый альбом Night Ranger, Dawn Patrol, выпущенный в 1982 году, достиг 38-го места в чартах США и был продан тиражом более 1 миллиона копий, но именно Midnight Madness 1983 года сделал группу коммерческой по настоящему коммерчески успешной. Пластинка включала хиты «(You Can Still) Rock in America» и «Sister Christian», достигла 15-го места в чартах и была продана тиражом более 2 миллионов копий. Альбом 1985 года 7 Wishes был ещё более успешным, заняв 10-е место в чартах, он разошёлся тиражом более 3 миллионов копий. В 1988 году клавишник Алан Фитцджеральд покинул Night Ranger, вскоре после записи Man in Motion. Затем, в 1989 году, после тура Man in Motion, фронтмен Джек Блейдс покинул Night Ranger, и группа распалась.
В 1991 году Night Ranger была реформирована, и Гэри Мун заменил Джека Блейдса на басу и ведущем вокале. Затем, в 1996 году, воссоединился классический состав «Ночных рейнджеров» из Джека Блэйдса, Келли Киги, Брэда Гиллиса, Джеффа Уотсона и Алана Фицджеральда. Фицджеральд покинул группу в 2003 году, а Уотсон — в 2007.
По состоянию на 2017 год Night Ranger продолжает гастролировать и записывать новый материал с нынешним составом: Джек Блейдс, Келли Киги, Брэд Гиллис, Керри Келли и Эрик Леви. Их последний студийный релиз Don’t Let Up вышел в 2017 году.

### The Mob
В 2005 году Киги присоединился к гитаристу Ребу Бичу, вокалисту Дугу Пиннику и клавишнику Тимоти Друри, чтобы сформировать группу The Mob. Они выпустили одноимённый альбом.

### 2000-е
В 2000 году Киги выступил в альбоме Джима Петерика «Jim Peterik and the World Stage». В 2001 году Киги выпустил первый из двух своих сольных альбомов, исполнив партии ударных и вокала в Time Passes. В 2007 году он выпустил свою вторую сольную работу I’m Alive. Киги является одним из основных участников группы Scrap Metal вместе с Марком Слотером и Гуннаром Нельсоном.

## Оборудование
В настоящее время Киги играет на барабанах и педалях DW, пластиках Evans, фирменных барабанных палочках Vic Firth и тарелках Sabian, в основном используя их серию HH.

## Дискография

### Сольные альбомы
- Time Passes (2001)
- I’m Alive (2007)

### с Night Ranger
- Dawn Patrol (1982)
- Midnight Madness (1983)
- 7 Wishes (1985)
- Big Life (1987)
- Man in Motion (1988)
- Feeding off the Mojo (1995)
- Neverland (1997)
- Seven (1998)
- Hole in the Sun (2007)
- Somewhere in California (2011)
- High Road (2014)
- Don’t Let Up (2017)
- ATBPO (2021)[4]

### с King of Hearts
- King of Hearts (1989)

### с The Mob
- The Mob (2005)

### Гостевые выступления
- Брэд Гиллис — Gilrock Ranch (1993)
- Jim Peterik and The World Stage — Jim Peterik and The World Stage (2000)